# Tommy Robredo
Tommy Robredo Garcés (* 1. Mai 1982 in Hostalric, Girona) ist ein ehemaliger spanischer Tennisspieler.

## Karriere
Als er gerade ein Jahr alt war, bekam Robredo von seinen Eltern bereits seinen ersten Tennisschläger geschenkt. Er spielte immer sonntags mit seinem Vater, einem Tennistrainer. Vier Jahre später zog die Familie nach Olot. Dort wurde der Vater Leiter eines Sportclubs und Robredo fing an, regelmäßig zu trainieren. 1996 zog er ins Leistungszentrum Centre d’Alt Rendiment in Sant Cugat del Vallès bei Barcelona.
Seit 1998 ist er Profi und konnte bisher zwölf Turniere der ATP World Tour im Einzel gewinnen, nämlich zwei Mal das Turnier in Sopot (2001 und 2007), in Barcelona (2004), das Masters-Turnier in Hamburg (2006), Båstad (2006 und 2008), Metz 2007, Costa do Sauípe und Buenos Aires 2009, Santiago de Chile 2011 und Casablanca und Umag 2013. Außerdem stand er elfmal im Finale eines Turniers. Der Sieg in Metz 2007 war besonders beeindruckend, da Robredo zwar auf Hartplätzen groß geworden ist, seine Erfolge bislang jedoch in erster Linie auf Sandplätzen verbucht hatte. Noch eindrücklicher war sein Comeback in der Saison 2013, als er sich nach einer Oberschenkelverletzung inklusive Operation im Jahr 2012 von Weltranglistenplatz 471 bis in die Top 20 zurückkämpfen und zwei Turniere gewinnen konnte.
In der Doppelkonkurrenz konnte er bei zehn Finalteilnahmen fünf Siege verbuchen: jeweils an der Seite von Rafael Nadal gewann er sowohl das Turnier in Chennai (2004) als auch das Masters-Turnier in Monte Carlo (2008) und zusammen mit Marcel Granollers das Turnier in Costa do Sauípe 2009 und 2011 Auckland. 2013 gewann er an der Seite von Marcelo Melo das Turnier von Brisbane.
Seit 2002 spielt Robredo für die spanische Davis-Cup-Mannschaft. 2004 wurde er mit dem Team Davis-Cup-Sieger, wofür das Team auch zur Mannschaft des Jahres gewählt wurde. Außerdem konnte er zweimal den Hopman Cup für Spanien gewinnen, 2002 zusammen mit Arantxa Sánchez Vicario und 2010 an der Seite von María José Martínez Sánchez.
Der größte Erfolg seiner Karriere war die Teilnahme am Tennis Masters Cup in Shanghai 2006, für den er sich als sechster der Weltrangliste qualifiziert hatte. In der Gruppenphase gewann er nur eines von drei Matches, sodass er sich nicht für das Halbfinale qualifizieren konnte.
Nach dem Turnier in Barcelona 2022 gab er seinen Rücktritt bekannt.

## Sonstiges
Seinen Vornamen erhielt er, weil sein Vater ein Fan von The Who und deren Rockoper Tommy war.

## Erfolge
| Legende (Anzahl der Siege)                           |
| Grand Slam                                           |
| Tennis Masters Cup ATP World Tour Finals             |
| ATP Masters Series ATP World Tour Masters 1000 (2)   |
| ATP International Series Gold ATP World Tour 500 (1) |
| ATP International Series ATP World Tour 250 (14)     |
| ATP Challenger Tour (8)                              |

| ATP-Titel nach Belag |
| Hartplatz (13)       |
| Sand (4)             |
| Rasen (0)            |

### Einzel

#### Turniersiege

##### ATP World Tour
| Nr. | Datum            | Turnier           | Belag         | Finalgegner       | Ergebnis                |
| --- | ---------------- | ----------------- | ------------- | ----------------- | ----------------------- |
| 1.  | 30. Juli 2001    | Sopot (1)         | Sand          | Albert Portas     | 1:6, 7:5, 7:62          |
| 2.  | 3. Mai 2004      | Barcelona         | Sand          | Gastón Gaudio     | 6:3, 4:6, 6:2, 3:6, 6:3 |
| 3.  | 22. Mai 2006     | Hamburg           | Sand          | Radek Štěpánek    | 6:1, 6:3, 6:3           |
| 4.  | 17. Juli 2006    | Båstad (1)        | Sand          | Nikolai Dawydenko | 6:2, 6:1                |
| 5.  | 6. August 2007   | Sopot (2)         | Sand          | José Acasuso      | 7:5, 6:0                |
| 6.  | 8. Oktober 2007  | Metz              | Hartplatz (i) | Andy Murray       | 0:6, 6:2, 6:3           |
| 7.  | 14. Juli 2008    | Båstad (2)        | Sand          | Tomáš Berdych     | 6:4, 6:1                |
| 8.  | 16. Februar 2009 | Costa do Sauípe   | Sand          | Thomaz Bellucci   | 6:3, 3:6, 6:4           |
| 9.  | 23. Februar 2009 | Buenos Aires      | Sand          | Juan Mónaco       | 7:5, 2:6, 7:65          |
| 10. | 6. Februar 2011  | Santiago de Chile | Sand          | Santiago Giraldo  | 6:2, 2:6, 7:65          |
| 11. | 14. April 2013   | Casablanca        | Sand          | Kevin Anderson    | 7:65, 4:6, 6:3          |
| 12. | 28. Juli 2013    | Umag              | Sand          | Fabio Fognini     | 6:0, 6:3                |

##### ATP Challenger Tour
| Nr. | Datum              | Turnier       | Belag | Finalgegner    | Ergebnis         |
| --- | ------------------ | ------------- | ----- | -------------- | ---------------- |
| 1.  | 18. Juni 2000      | Espinho       | Sand  | Jimy Szymanski | 6:4, 6:2         |
| 2.  | 30. September 2000 | Sevilla       | Sand  | Óscar Serrano  | 6:74, 6:1, 6:4   |
| 3.  | 10. Juni 2012      | Caltanissetta | Sand  | Gastão Elias   | 6:3, 6:2         |
| 4.  | 1. Juli 2012       | Mailand       | Sand  | Martín Alund   | 6:3, 6:0         |
| 5.  | 20. Mai 2018       | Lissabon      | Sand  | Cristian Garín | 3:6, 6:3, 6:2    |
| 6.  | 9. Juni 2019       | Posen         | Sand  | Rudi Molleker  | 5:7, 6:4, 6:1    |
| 7.  | 23. Juni 2019      | Parma         | Sand  | Federico Gaio  | 7:610, 5:7, 7:66 |

#### Finalteilnahmen
| Nr. | Datum              | Turnier    | Belag         | Finalgegner       | Ergebnis        |
| --- | ------------------ | ---------- | ------------- | ----------------- | --------------- |
| 1.  | 15. April 2001     | Casablanca | Sand          | Guillermo Cañas   | 5:7, 2:6        |
| 2.  | 20. Juli 2003      | Stuttgart  | Sand          | Guillermo Coria   | 2:6, 2:6, 1:6   |
| 3.  | 1. Mai 2005        | Estoril    | Sand          | Gastón Gaudio     | 1:6, 6:2, 1:6   |
| 4.  | 30. April 2006     | Barcelona  | Sand          | Rafael Nadal      | 4:6, 4:6, 0:6   |
| 5.  | 14. Januar 2007    | Auckland   | Hartplatz     | David Ferrer      | 4:6, 2:6        |
| 6.  | 16. September 2007 | Peking     | Hartplatz (i) | Fernando González | 1:6, 6:3, 1:6   |
| 7.  | 15. Juni 2008      | Warschau   | Sand          | Nikolai Dawydenko | 3:6, 3:6        |
| 8.  | 27. Juli 2014      | Umag       | Sand          | Pablo Cuevas      | 3:6, 4:6        |
| 9.  | 28. September 2014 | Shenzhen   | Hartplatz     | Andy Murray       | 7:5, 6:79, 1:6  |
| 10. | 26. Oktober 2014   | Valencia   | Hartplatz (i) | Andy Murray       | 6:3, 6:77, 6:78 |
| 11. | 26. Juli 2015      | Båstad     | Sand          | Benoît Paire      | 6:77, 3:6       |

### Doppel

#### Turniersiege
| Nr. | Datum            | Turnier         | Belag     | Partner           | Finalgegner                  | Ergebnis         |
| --- | ---------------- | --------------- | --------- | ----------------- | ---------------------------- | ---------------- |
| 1.  | 12. Januar 2004  | Chennai         | Hartplatz | Rafael Nadal      | Jonathan Erlich Andy Ram     | 7:63, 4:6, 6:3   |
| 2.  | 28. April 2008   | Monte Carlo     | Sand      | Rafael Nadal      | Mahesh Bhupathi Mark Knowles | 6:3, 6:3         |
| 3.  | 16. Februar 2009 | Costa do Sauípe | Sand      | Marcel Granollers | Lucas Arnold Ker Juan Mónaco | 6:4, 7:5         |
| 4.  | 15. Januar 2011  | Auckland        | Hartplatz | Marcel Granollers | Johan Brunström Stephen Huss | 6:4, 7:66        |
| 5.  | 6. Januar 2013   | Brisbane        | Hartplatz | Marcelo Melo      | Eric Butorac Paul Hanley     | 4:6, 6:1, [10:5] |

##### ATP Challenger Tour
| Nr. | Datum        | Turnier   | Belag | Partner         | Finalgegner                  | Ergebnis |
| --- | ------------ | --------- | ----- | --------------- | ---------------------------- | -------- |
| 1.  | 20. Mai 2000 | Edinburgh | Sand  | Michael Russell | Lars Burgsmüller Ota Fukárek | 6:0, 6:2 |

#### Finalteilnahmen
| Nr. | Datum             | Turnier     | Belag         | Partner            | Finalgegner                      | Ergebnis  |
| --- | ----------------- | ----------- | ------------- | ------------------ | -------------------------------- | --------- |
| 1.  | 29. April 2001    | Barcelona   | Sand          | Fernando Vicente   | Donald Johnson Jared Palmer      | 6:72, 4:6 |
| 2.  | 1. Mai 2005       | Estoril (1) | Sand          | Juan Ignacio Chela | František Čermák Leoš Friedl     | 3:6, 4:6  |
| 3.  | 24. Juli 2005     | Stuttgart   | Sand          | Mariano Hood       | José Acasuso Sebastián Prieto    | 6:74, 3:6 |
| 4.  | 8. November 2009  | Valencia    | Hartplatz (i) | Marcel Granollers  | František Čermák Michal Mertiňák | 4:6, 3:6  |
| 5.  | 15. November 2009 | Paris       | Hartplatz (i) | Marcel Granollers  | Daniel Nestor Nenad Zimonjić     | 3:6, 4:6  |
| 6.  | 7. Mai 2017       | Estoril (2) | Sand          | David Marrero      | Ryan Harrison Michael Venus      | 5:7, 2:6  |